# 586

## Esdeveniments

### Països Catalans
- La seca de Tortosa encunya monedes trient d'or.

### Món
- Els romans d'Orient derroten els perses en la batalla de Solacó, prop de Daraa.
- Incendi a París

## Defuncions
- Leovigild, rei dels visigots